# Rối loạn thần kinh tim

Tim người: 1. Tâm nhĩ phải; 2. Tâm nhĩ trái; 3. Tĩnh mạch chủ trên; 4. Động mạch chủ; 5. Động mạch phổi; 6. Tĩnh mạch phổi; 7. Van hai lá; 8. Van động mạch chủ; 9. Tâm thất trái; 10. Tâm thất phải; 11. Tĩnh mạch chủ dưới; 12. Van ba lá; 13. Van động mạch phổi

Rối loạn thần kinh tim hay còn gọi là cường giao cảm hoặc hay rối loạn thần kinh thực vật, là tên gọi chỉ chung các hiện tượng rối loạn không rõ nguyên nhân có liên quan đến tim như tim đập nhanh hoặc tim đập chậm, dễ hồi hộp, dễ choáng váng, chóng mặt, ngất hay loạn nhịp tim ngoại tâm thu. Đôi khi bệnh nhân có cảm giác đau tức, đau nhói, nặng nề ở vùng tim hoặc nặng ngực, thiếu hơi thở, mệt mỏi, khi ngủ có hiện tượng bóng đè. Đây không phải là một bệnh tim thực thể (không có thành phần nào của tim bị tổn thương thật sự) vì trong những trường hợp này người có triệu chứng khi đi khám tim, xét nghiệm cũng như khi đo điện tâm đồ lại không phát hiện được các tổn thương bệnh lý ở các hệ thống van tim cũng như không tìm thấy những dấu hiệu biến đổi rõ ràng hoặc bất thường nào của tim. Nói chung đây là triệu chứng của bệnh cường giao cảm, rối loạn này lành tính, có tiên lượng tốt, không gây nguy hiểm cho sức khỏe, không ảnh hưởng đến chuyện lập gia đình mặc dù tỉnh thoảng cũng có ảnh hưởng đến cuộc sống bình thường của toàn cơ thể

## Chẩn đoán
Nguyên nhân đa số những trường hợp rối loạn thần kinh tim xảy ra là do tình trạng không ổn định của hệ thần kinh trung ương và một phần của hệ thống thần kinh tự động (hệ thần kinh thực vật) trong tim gây ra. Bệnh do nhiều nguyên nhân gây ra: căng thẳng thần kinh, nhà ở chật chội, khói thuốc lá trong nhà.... Bệnh nhân không nên lo lắng quá vì càng căng thẳng, lo nghĩ nhiều thì bệnh sẽ càng nặng thêm. Người bệnh cũng không nên hút thuốc và cũng nên khuyên người thân trong gia đình bỏ thuốc. Nhiều công trình khoa học đã chứng minh, người hút thuốc lá thụ động cũng bị ảnh hưởng không khác gì những người hút thuốc lá.

## Điều trị
Chứng bệnh nêu trên có thể tự mất đi sau một thời gian mà không cần điều trị gì. Tuy nhiên, khi bị rối loạn thần kinh tim, bệnh nhân cần thực hiện những biện pháp cải thiện sau:.
- Thay đổi lối sống không có lợi cho sức khỏe như không nên thức quá khuya, không được sử dụng các chất kích thích như uống rượu, bia, hút thuốc, uống trà đậm, cà phê.
- Người bệnh phải được nghỉ ngơi hoàn toàn trong một khoảng thời gian nhất định từ 1 đến 3 tháng ở những nơi yên tĩnh. Nếu có điều kiện, nên về nghỉ ngơi ở đồng quê.
- Tuyệt đối tránh những tình huống, những việc có thể gây xúc động quá mức hoặc căng thẳng tinh thần (tránh đọc truyện tình cảm lâm li bi đát, xem phim hành động)
- Không đưa chất kích thích (rượu, thuốc lá, trà đặc, cà phê...) vào cơ thể. Tránh ăn uống thái quá, nên ăn nhiều rau quả tươi.
- Luyện tập thể dục thể thao đều đặn. Những môn thể thao hữu ích cho bệnh nhân bị rối loạn thần kinh tim là đi bộ, bơi lội, thái cực quyền...
- Về dùng thuốc điều trị: Thuốc được dùng một cách rất hạn chế và phải có sự chỉ định rõ ràng của thầy thuốc. Nếu các triệu chứng trên hay xuất hiện, bệnh nhân có thể dùng các thuốc an thần và thuốc chẹn beta giao cảm như propranolol (biệt dược Inderal), atenolol (Tenormin), metoprolol (Betaloc), bisoprolol (Concor). Việc dùng thuốc cần có sự chỉ định của bác sĩ trực tiếp thăm khám. Người bệnh thường được chỉ định dùng thuốc an thần khi xúc động mạnh, tim đập dồn dập, khó ngủ hoặc mất ngủ. Việc dùng thuốc phải tuyệt đối theo chỉ định của bác sĩ điều trị. Cần bổ sung các vitamin nhóm B và C.